# 野林徳行
野林 徳行（のばやし のりゆき、1964年(昭和39年)11月18日 - ）は、日本のマーケター。東京都出身。早稲田大学政治経済学部卒業。有限会社オフィスフレンジー 代表。他に英理女子学院高等学校 マーケティング講師、株式会社NewsTV取締役、株式会社4DT取締役、株式会社ログノート監査役も務める。

## 経歴
1987年にリクルートに入社し経営企画、事業戦略、商品企画、プロモーションプランニングなどを担当し、『とらばーゆ』や『ゼクシィ』に関わる。
その後、ブックオフコーポレーション株式会社へ出向し、都内1号店となる荻窪店の立ち上げに関わる。
2003年、株式会社ローソン入社。執行役員としてマーケティング、エンタテイメント、商品開発を担当。『Loppi』、『Ponta』、『リラックマ』のキャンペーン等に関わる。
以下の主要出典
2007年
- 5月　株式会社ローソンチケット（現 株式会社ローソンエンタテインメント）取締役就任。

2010年
- 2月　株式会社ローソンエンターメディア（現 株式会社ローソンエンタテインメント）代表取締役社長 兼 ライブ・エンタテインメント事業本部長。
- 5月　同社代表取締役社長。
- 12月　HMVジャパン株式会社（現 株式会社ローソンエンタテインメント）社外取締役就任。（非常勤）

2011年
- 5月　株式会社ローソンエンターメディア（現 株式会社ローソンエンタテインメント）取締役就任。（非常勤）
- 6月　ブックオフコーポレーション株式会社社外取締役就任。
- 11月　株式会社ローソンHMVエンタテイメント（現 株式会社ローソンエンタテインメント）取締役就任。

2013年
- 3月　株式会社レッグス取締役就任[注釈 1]。
- 4月　英理女子学院高等学校マーケティング講師就任[6]。

2014年
- 3月　同社常務執行役員就任。

2015年
- 3月　同社専務取締役就任。

2016年
- 1月　同社取締役就任。

2017年
- 1月　株式会社FiNC取締役CMO就任。

2018年
- 10月　ブックオフグループホールディングス株式会社社外取締役就任。

2019年
- 1月　株式会社鎌倉新書執行役員就任。
- 4月　株式会社ログノート社外監査役就任。
- 5月　株式会社NewsTV社外取締役就任。

2020年
- 12月　4DT取締役就任。

## 人物
- 趣味はプロレス、ヘヴィメタル、モータースポーツで、『週刊プロレス』と『BURRN!』を定期購読している[7]。
- マーケティングに興味を持つきっかけは、ブックオフ荻窪店の立ち上げ時にカスタマーマーケティングが面白いと感じたため[5]。
- マーケティングでの重要な3つの要素を『悩んだらカスタマーに聞く』『わざわざ来る理由を創る』『ステキなストーリーを作る』と語る[8]。
- ローソンエンターメディア代表取締役社長就任直後に行った事は社長室から出ることだった。フロアの中心に机を置き全社員の顔が見える場所に移った[9]。
- 著書『とことん観察マーケティング』をベースにした講演・研修活動を行っている[10]。

## 著書
- 『とことん観察マーケティング』ビジネス社、2013年1月9日。ISBN 978-4828416939。

## 連載
- 『とことん観察マーケティング』「KEIEISHA TERRACE」(2018年8月 - )[11]
- 『「ステキ」をベースに考えるインディーズ・マーケの肝』「Spinart」(2020年2月 - )[12]